# سونی اریکسون سی۹۰۳
سونی اریکسون سی۹۰۳ (به انگلیسی: Sony Ericsson C903) یک مدل از تلفن‌های همراه مبتنی بر جاوای ساخته شده توسط شرکت سونی اریکسون از سری سایبرشات است که کشویی بوده و در فوریه ۲۰۰۹ معرفی و در ژوئیهٔ همان سال در رنگ‌های قرمز، سیاه، سفید، صورتی و نقره‌ای به بازار عرضه گردید. این تلفن دارای دوربینی ۵ مگاپیکسلی با قابلیت زوم دیجیتال تا ۱۶ برابر، فوکوس اتوماتیک، تشخیص چهره و لبخند و جئو-تگینگ بوده و فلاش آن از نوع ال‌ای‌دی می‌باشد.
این تلفن فاقد WLAN و ورودی جک ۳٬۵ میلی‌متری می‌باشد.